# Aerozine 50
Aerozine 50 is een vloeibaar mengsel van 50% hydrazine en 50% asymmetrisch dimethylhydrazine (UDMH). Het wordt gebruikt als raketbrandstof, in het algemeen met distikstoftetraoxide als oxidator waarmee het hypergolisch is. Aerozine 50 is stabieler dan pure hydrazine en heeft een hogere dichtheid en hoger kookpunt dan pure dimethylhydrazine.
De brandstof wordt vooral toegepast in interplanetaire sondes (zoals de Voyager 1 en Voyager 2), voor de voortstuwing van ruimtevaartuigen (waaronder de Apollo maanlander en de Apollo capsule), en in de motoren van de Titan-draagraketten. Ook de AJ10-motor die eerder als stuurmotor van de Spaceshuttles, upperstage-motor van de Delta II en in de toekomst als hoofdmotor van de Orion-servicemodule fungeert, gebruikt deze brandstof.